# Fontenay (Saône-et-Loire)
Fontenay település Franciaországban, Saône-et-Loire megyében. Lakosainak száma 56 fő (2022. január 1.). Fontenay Viry, Baron és Charolles községekkel határos.

## Népesség
A település népességének változása:
| Lakosok száma | 41   | 40   | 45   | 48   | 52   | 53   | 53   | 56   |
|               | 2013 | 2015 | 2017 | 2018 | 2019 | 2020 | 2021 | 2022 |